# Movimento di opposizione alla guerra del Vietnam

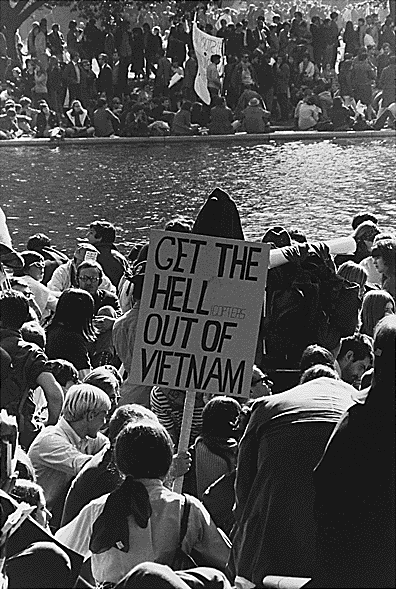
Proteste del 21 ottobre 1967 a Washington contro la guerra in Vietnam durante la Marcia sul Pentagono

Il Movimento di opposizione alla guerra del Vietnam fu un movimento sociale contro la partecipazione degli Stati Uniti alla guerra del Vietnam. L'opposizione alla guerra iniziò con manifestazioni nel 1964 e crebbe negli anni successivi. La società americana si divise tra coloro che sostenevano il coinvolgimento nella guerra, e quelli che volevano la pace.
Molte persone nel movimento contro la guerra, erano studenti, madri, o hippy, ma c'era anche il coinvolgimento di molti altri gruppi, tra cui educatori, sacerdoti, docenti universitari, giornalisti, avvocati, medici, militari veterani e americani comuni. Le espressioni dell'opposizione andavano da manifestazioni pacifiche nonviolente a radicali manifestazioni violente.

## Cronologia

### 1964
- A New York, il 12 maggio 1964, dodici giovani bruciano pubblicamente la cartolina precetto, per protestare contro la guerra del Vietnam[1][2]
- A Washington, il 7 agosto 1964, dopo l'incidente del Golfo del Tonchino, il Congresso degli Stati Uniti vota la Risoluzione del Golfo del Tonchino.
- A San Francisco, nel mese di dicembre 1964, Joan Baez guida seicento persone ad una manifestazione contro la guerra[3]

### 1965
- All'Università del Michigan, il 29 gennaio, i professori hanno organizzato una protesta contro la guerra del Vietnam, alla quale hanno preso parte 2.500 partecipanti. Questo esempio si ripeterà in altre 35 sedi in tutto il paese.
- a Washington DC, il 17 aprile, gli studenti per una società democratica[4] (Students for a Democratic Society, SDS[5]) e il comitato di coordinazione studentesco per la nonviolenza (Student Nonviolent Coordinating Committee, SNCC[6]), un gruppo di attivisti per i diritti civili, ha guidato la prima marcia contro la guerra, con circa 25.000 manifestanti.
- All'università di Berkeley, il 21 e il 22 maggio 1965, sono state bruciate cartoline precetto, durante manifestazioni studentesche organizzate dal comitato Vietnam Day[7], un nuovo gruppo contro la guerra. La manifestazione incluse un seminario a cui hanno partecipato 30.000 persone, e la combustione di una effigie del presidente Lyndon B. Johnson.